# Ugo Macera
Ugo Macera (Lecce nei Marsi, 5 novembre 1914 – Roma, 5 agosto 2010) è stato un poliziotto e funzionario italiano.
È stato capo della Squadra mobile di Roma, questore di Agrigento, Salerno e Roma, direttore della Criminalpol  e prefetto di 1ª categoria.

## Biografia
Ha conseguito due lauree, una in legge e una in scienze politiche. Si è poi specializzato in Medicina legale.
Ha inoltre frequentato la Scuola di Cavalleria di Pinerolo, da cui è uscito col grado di ufficiale, e la Scuola di Osservazione Aerea di Cerveteri.
Come ufficiale di Cavalleria, durante la seconda guerra mondiale, ha partecipato ad azioni di guerra in Albania. In seguito a un'impresa aerea a Capo Tindari, durante la quale neutralizzò un sommergibile nemico, gli fu conferita la croce di guerra al valor militare.
Entrato nella Polizia, venne nominato commissario di pubblica sicurezza nel Commissariato romano di Villa Glori e poi capo della Squadra Mobile di Roma. Nel 1954 organizzò l'operazione che condusse alla cattura del bandito Luigi Dejana. Nel 1958, per il delitto di Maria Martirano a Via Monaci, a Roma, le sue indagini portarono all'incriminazione di Giovanni Fenaroli e Raoul Ghiani.
Nel 1962, in qualità di questore di Agrigento, coordinò l'operazione di recupero dell'Efebo di Selinunte, trafugato dal Museo di Castelvetrano.
Nel 1964, come capo della Criminalpol, infiltrò sotto copertura la comunità italiana di Melbourne, Australia, aiutando così le autorità locali a debellare le cosche criminali di esportazione. Un giornale dell'epoca riportò la storia con il titolo Ha fatto tacere la lupara in Australia.
Fu prezioso il suo contributo come scorta di insigni personalità della politica e della diplomazia, italiane e straniere, sia sul territorio nazionale sia in missione all'estero, come nel caso del viaggio a Londra del 1964 al seguito dell'allora Presidente del Consiglio Aldo Moro.
Nominato questore di Salerno nel 1970, fece estendere all'agro nocerino-sarnese la Legge Antimafia, valida fino ad allora solo per la Sicilia.
Nel 1973, in seguito all'attentato terroristico a un aereo della Pan American World Airways, con un bilancio di 32 morti, fu nominato direttore della sicurezza degli aeroporti di Fiumicino e Ciampino.
Divenuto vicecapo della Polizia nel 1977, si occupò personalmente della liberazione dal sequestro di sua nipote Patrizia Spallone a Torvajanica.
È stato in seguito questore di Roma e quindi prefetto di 1ª categoria. Per gli alti meriti conseguiti nei servigi prestati allo Stato italiano, gli è stato conferito il titolo di cavaliere di gran croce.